# Атака мертвецов
«Атака мертвецов» (или Битва при Осовецкой крепости) — распространённое публицистическое название контратаки гарнизона крепости Осовец 24 июля (6 августа) 1915 года при отражении немецкой газовой атаки. Эпизод обороны крепости Осовец на Восточном фронте во время Первой мировой войны. В контратаке принимали участие 8-я, 12-я, 13-я и 14-я роты 226-го Землянского полка, 12-я, 15-я и 16-я роты 225-го Ливенского полка, 2-й и 3-й батальоны 444-го Дмитровского полка, 2-я крепостная рота, 1-я рота 101-й пешей дружины, то есть около 3000 человек, им противостояли 6 групп немецких патрулей общей численностью 6 офицеров и 207 солдат.

## Место военных действий
Крепости Осовец и Новогеоргиевск являлись важными узлами обороны «Польского мешка», так на военном жаргоне того времени называлась выступающая глубоко на запад и уязвимая с северного и южного флангов территория Царства Польского.
Крепость Осовец (Ossowitz на германских картах) являлась системой соединённых траншеями четырёх фортов в излучине реки Бобр. Крепость запирала проходившие через неё железную дорогу Лык — Граево — Белосток и шоссе на Белосток, важный региональный транспортный узел.
Основные укрепления и крепостная артиллерия располагались на восточном берегу реки. На болотистом западном берегу под прикрытием орудий крепости располагалась вынесенная на 2—2,5 км передовая Сосненская позиция, проходившая с севера на юг по линии Бялогронды — Сосня (пол. Białogrądy — Sojczynek). Именно эта позиция была основным направлением предыдущего генерального штурма крепости в феврале-марте 1915 года, на ней же развернулись описываемые далее события.

## Хронология событий

Ход боевых действий на Сосненской позиции.

Гарнизон крепости обладал подавляющим превосходством над противостоящими ему немецкими частями. Так, в боевом составе гарнизона были 24 757 пехотинцев, 1088 конников (казаков, пограничников и ополченцев), 5672 артиллериста, 798 саперов, а в немецкой 11-й Ландверной дивизии около 11 тыс. человек боевого состава пехоты и не более 20 тыс. строевого состава. На вооружении гарнизона были — 101 пулемёт (из них 78 крепостных), 396 орудий калибра от 57 мм до 6 дюймов, аэростат и 3 самолёта, с немецкой стороны было 30-40 пулемётов, 40 орудий и 10-12 миномётов (при этом, из тяжелой артиллерии были только 4 орудия калибром в 10 см и 12 гаубиц калибром 15 см). Для новой атаки 11-й Ландверной дивизии был придан 36-й пионерный полк, отвечавший за подготовку газовой атаки. На основном направлении вдоль шоссе и железной дороги был развёрнут усиленный маршевыми частями 18-й полк. Южнее должен был атаковать 76-й полк. Для успеха операции по фронту обоих полков было решено применить массированную газобаллонную атаку хлором в смеси с бромом. Прочие части дивизии к северу и северо-востоку должны были поддержать атаку демонстративными действиями. Целью операции немецких войск стал захват Сосненской позиции на северо-западе от цитадели, для чего было выделено 50 тысяч баллонов хлора.
На рассвете в 4:00 утра 24 июля (6 августа) 1915 года с попутным ветром по всему фронту атаки начался выпуск хлора и брома из заранее развёрнутых 30 газобаллонных батарей. По оценкам, газ в итоге проник на общую глубину до 20 км, сохраняя поражающее действие на глубину до 12 км и до 12 м по высоте. В то же время, согласно журналу военных действий 443-го полка, немецкая артиллерия нанесла удар раньше, чем была начата газовая атака, а артиллерийский обстрел относится к 3:20 утра.
Немецкая сторона отмечала неоднозначный эффект от газовой атаки. Так, немецкие патрули сообщали, что после занятия Сосненской позиции обнаружили только около 120 тел, которые в основном стали жертвами огня артиллерии, а не газов. Подобный эффект находит объяснение в журнале военных действий 444-го полка. Личный состав данного подразделения при обнаружении облака газа, сопровождаемого артиллерийским валом, успел надеть респираторы и обмотать головы шинелями, но тем не менее солдаты в передовых окопах «задохлись» (данное слово употреблено непосредственно в документе). Средствами индивидуальной защиты, то есть противогазными повязками, была снабжена большая часть гарнизона и потери от газа были вызваны в частях преимущественно тем, что личный состав в основном не был проинструктирован на тему защиты от газа. Артиллерия крепости на начальном этапе не могла эффективно вести огонь, так как в свою очередь попала под надвинувшуюся газовую волну.
Подавляя одиночное сопротивление, части 18-го полка быстро преодолели первую и вторую линию колючей проволоки, заняли тактически важный укреплённый пункт «двор Леонова» и стали продвигаться вдоль полотна железной дороги к Рудскому мосту. Единственным резервом на самой Сосненской позиции оставалась рота ополченцев, но и у неё было отравлено до 50 % личного состава, а деморализованные остатки роты эффективной контратаки провести не смогли. Подобные потери ополченческих частей были вызваны тем, что их личный состав не был подготовлен к газовой атаке и не имел средств индивидуальной защиты.
Немного лучше обстояла ситуация на юге позиции. Немецкие войска стремительно заняли деревню Сосня, хотя пуск газов из 1040 баллонов в её сторону был отменен из-за неблагоприятной погоды. Столь стремительное продвижение немецких частей в сторону деревни было вызвано тем, что оборонявшаяся на данном участке 5-я рота 444-го полка разбежалась, не выдержав огня артиллерии. В то же время в районе деревни осталась 7-я рота 444-го полка, которая не пострадала от газа и в ходе контратаки гарнизона нанесла по немецким частям удар во фланг и тыл, принудив противника отступить фланговым пулемётным огнем. Также именно частями этой роты были отбиты 2 пулемёта и противоштурмовое орудие.
Возникла реальная угроза захвата немцами Рудского моста, что означало бы рассечение всей обороны западнее крепости и потерю Сосненской позиции. В этой ситуации комендант крепости генерал-лейтенант Н. А. Бржозовский приказал организовать артиллерийский огонь по уже занятым противником участкам Сосненской позиции и контратаковать в штыки «всем, чем можно». В контратаку пошли остатки 8-й и 13-й рот (около половины от исходного состава) и переброшенная из крепости немного менее пострадавшая 14-я рота. Как отмечалось в журнале военных действий Землянского полка, его подразделения понесли потери в основном в процессе движения по дороге к Сосненской позиции, причем от огня артиллерии, а не от газа.
13-я рота под командованием подпоручика Котлинского контратаковала части 18-го полка вдоль железной дороги и обратила их в бегство. Во время атаки подпоручик Котлинский был смертельно ранен и передал командование подразделением подпоручику 2-й Осовецкой сапёрной роты В. М. Стржеминскому, который, несмотря на сильное отравление газами, с остатками вверенной ему роты довёл атаку до конца, «штыками» овладев 1-м и 2-м участками Сосненской позиции.
В это же время 8-я и 14-я роты разблокировали центральный редут и совместно с бойцами 12-й роты выбили противника на исходные позиции. К 8 часам утра все последствия германского прорыва были ликвидированы. К 11 часам утра прекратился обстрел крепости, что явилось формальным окончанием неудавшегося штурма. Хотя отдельные группы немецких солдат продолжали до позднего вечера обороняться в районе господского двора Леонова, а последние немецкие патрули покинули занятые участки к 15:00. Как отмечали впоследствии прапорщики А.Шустов, И.Иванов и Д.Сергеев, 13-я рота 226-го Землянского полка вела бой совместно с 5-й и 7-й ротами Дмитровского полка, вместе в этих подразделениях было 300—350 человек, в то время как с немецкой стороны было около 50-60 стрелков.
Потери личного состава гарнизона от отравлений газом были вызваны преимущественно отсутствием мер по дегазации окопов, что в свою очередь было усугублено решением коменданта Бржозовского оставить личный состав на позициях, подвергшихся химическому воздействию «Для воспитания боевого духа»[нужна цитата].
В официальных сводках вкратце сообщалось:

У Осовца неприятель с рассветом, развив сильный огонь и выпустив большие облака ядовитых газов, начал штурм крепостных позиций, захватил укрепления у Сосни, но огнём и контратаками был отовсюду выбит.

В том же году в газетах «Русское слово» и «Псковская жизнь» было опубликовано воспоминание одного из непосредственных участников обороны Осовца, который относительно самой контратаки 24 июля в частности сообщал:

Я не могу описать озлобления и бешенства, с которым шли наши солдаты на отравителей-германцев. Сильный ружейный и пулемётный огонь, густо рвавшаяся шрапнель не могли остановить натиска рассвирепевших солдат.
Измученные, отравленные, они бежали с единственной целью — раздавить германцев. Отсталых не было, торопить не приходилось никого. Здесь не было отдельных героев, роты шли как один человек, одушевлённые только одной целью, одной мыслью: погибнуть, но отомстить подлым отравителям.

<…> Германцы не выдержали бешеного натиска наших солдат и в панике бросились бежать. Они даже не успели унести или испортить находившиеся в их руках наши пулемёты.
На неожиданность для германцев контратаки защитниками крепости указано также в книге М. С. Свечникова и В. В. Буняковского, издания 1917 года:

Пленные германцы, взятые во время газового штурма, показывали, что от высших начальников до последнего рядового германской дивизии, атаковавших крепость, были уверены, что на этот раз не может быть спасения для гарнизона, что ничто не устоит против силы яда газов. Уверенность, что весь гарнизон погибнет от газов, была настолько велика, что германцы заранее нарядили несколько рот для похорон мертвых, все обозы были запряжены и готовы въехать в Осовец. Поэтому первый выстрел, а затем все усиливавшийся огонь крепостной артиллерии произвел потрясающее впечатление.

Возглавивший атаку 13-й роты подпоручик В. К. Котлинский, офицер КВТ, был посмертно награждён орденом Святого Георгия 4-й степени. Позднее его прах был забран матерью и перезахоронен на родине в Пскове.
Подпоручик В. М. Стржеминский был награждён Георгиевским оружием.
Вскоре российские войска были вынуждены оставить Осовец: крепость оказалась под угрозой окружения после захвата германской армией Ковно и Новогеоргиевска. Русские разрушили большую часть крепости и отступили 18 августа.

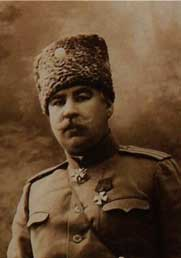
К. В. Катаев. Командир 226-го пехотного Землянского полка. Начальник 2-го отдела обороны крепости Осовец
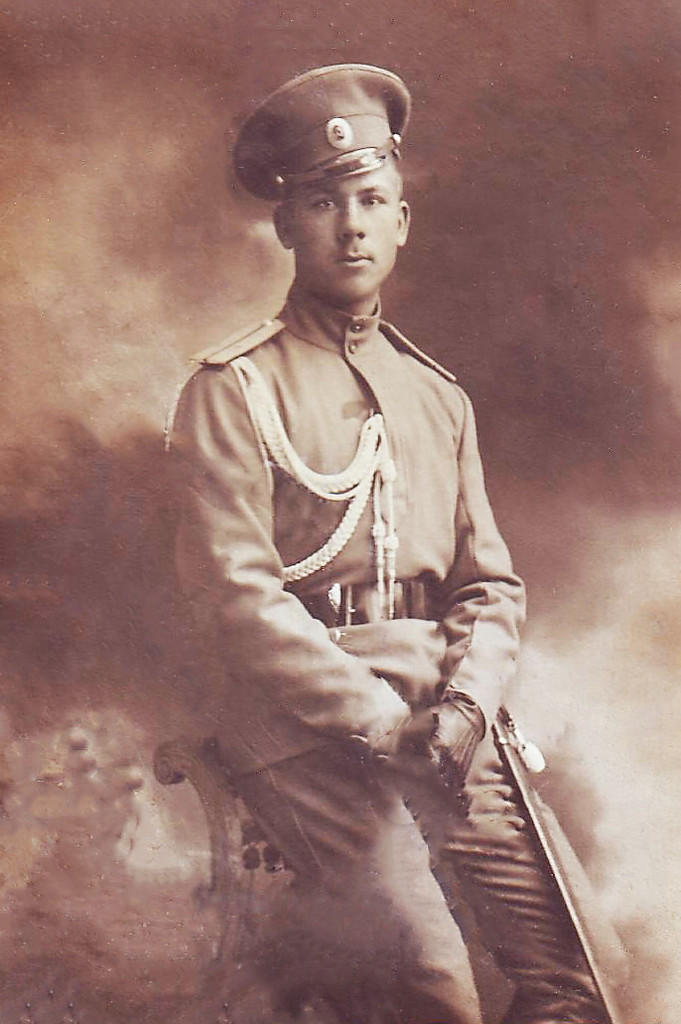
В. К. Котлинский, возглавивший контратаку 24 июля 1915 г.
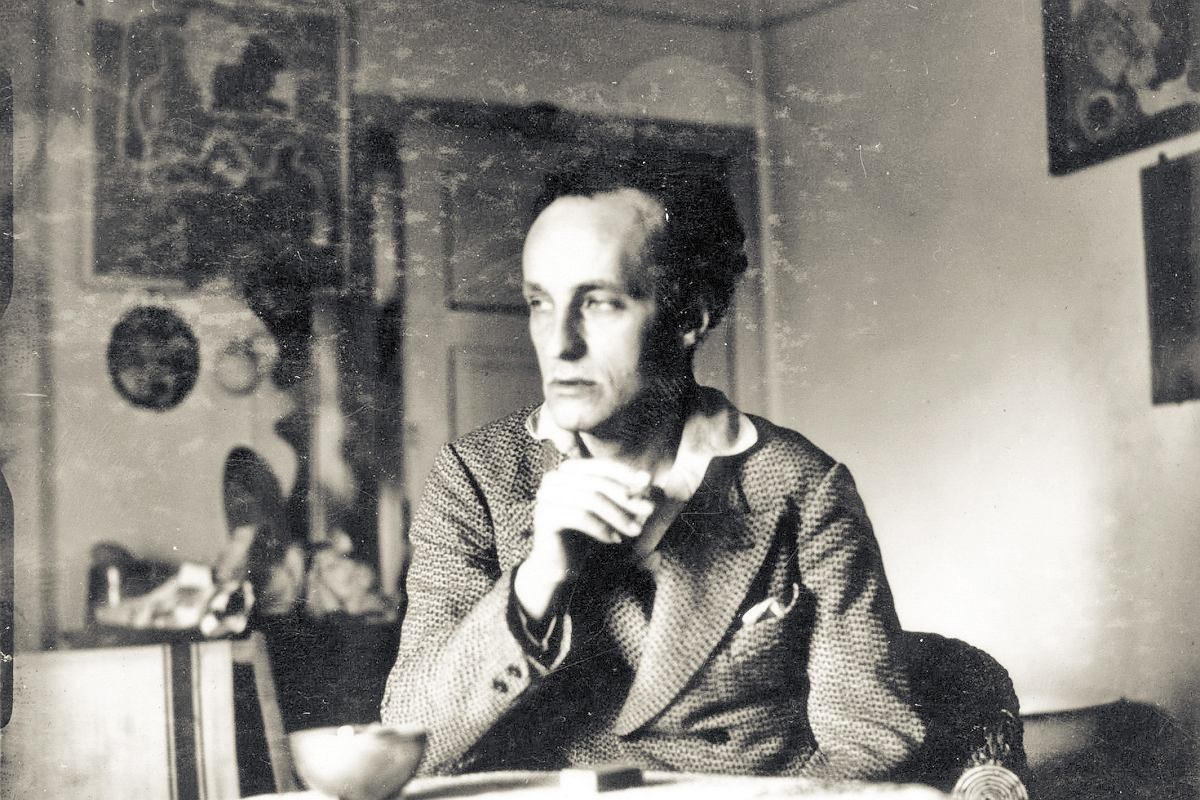
В. М. Стржеминский, завершивший контратаку 24 июля 1915 г.

### Взгляд с русской стороны

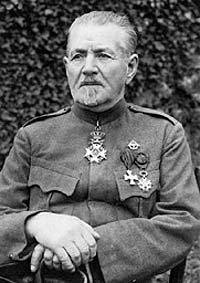
Комендант Осовецкой крепости генерал-лейтенант Н. А. Бржозовский (1857—не ранее 1930).

Собственно выражение «атака мертвецов» при описании контратаки 13-й роты 226-го Землянского полка прослеживается в работе С. А. Хмелькова «Борьба за Осовец», опубликованной Воениздатом в 1939 году. Автор был непосредственным участником описываемых событий, а в СССР занимал должность начальника кафедры сухопутной фортификации и укреплённых районов Военно-инженерной академии и по обороне Осовца защитил диссертацию на учёное звание профессора. Опубликованная в 1939 году книга является сокращённым и переработанным изложением материалов диссертации. Он, в частности, пишет:

13 и 8-я роты, потеряв до 50 % отравленными, развернулись по обе стороны железной дороги и начали наступление; 13-я рота, встретив части 18-го ландверного полка, с криком «ура» бросилась в штыки. Эта атака «мертвецов», как передаёт очевидец боя, настолько поразила германцев, что они не приняли боя и бросились назад, много германцев погибло на проволочных сетях перед второй линией окопов от огня крепостной артиллерии.

В целом в СССР исследование и описание конкретных подвигов царской армии на империалистической войне не приветствовалось, и работы, выходящие за рамки сугубо технического анализа стратегии и тактики, являлись редкостью. В двухтомной «Истории Первой мировой войны» 1975 года оборона Осовца отдельно не выделялась, включаясь в более общие наступательные операции германской армии на данном направлении. Там лишь указывается, что «большой интерес представляет влияние на боевые действия войск крепостей Осовец и Новогеоргиевск, которые, прикрывая фланги 12-й и 1-й русских армий, сковали оперативную свободу германского командования <..>», хотя и упоминается, что «русские солдаты проявили такую стойкость и упорство, что приводили в изумление своего противника». Более подробно детали атаки были рассмотрены в статье 1984 года в «Военно-историческом журнале». Не используя само выражение «атака мертвецов», автор пишет: «Решительные действия полуотравленных газом русских солдат настолько поразили германцев, что они не приняли боя и начали отступать в исходное положение».
Само выражение «атака мертвецов» (с обоими словами в кавычках, а не «атака „мертвецов“», как у Хмелькова), вероятно, принадлежит журналисту Владимиру Воронову из ежемесячника «Совершенно секретно». В своей статье 2009 года, подготовленной к 95-й годовщине начала Первой мировой войны, он пишет:

Но когда германские цепи приблизились к окопам, из густо-зеленого хлорного тумана на них обрушилась… контратакующая русская пехота. Зрелище было ужасающим: бойцы шли в штыковую с лицами, обмотанными тряпками, сотрясаясь от жуткого кашля, буквально выплёвывая куски лёгких на окровавленные гимнастёрки. Это были остатки 13-й роты 226-го пехотного Землянского полка, чуть больше 60 человек. Но они ввергли противника в такой ужас, что германские пехотинцы, не приняв боя, ринулись назад, затаптывая друг друга и повисая на собственных проволочных заграждениях. <…> Это сражение войдёт в историю как «атака мертвецов».

В статье Вороновым были добавлены те художественно-публицистические детали (такие как «выплёвывая куски лёгких на окровавленные гимнастёрки»), которые позднее стали постоянными элементами изложения у других авторов, но в 2009 году широкого резонанса статья не вызвала.
В 2011 году в первом номере журнала «Братишка» была опубликована статья Артёма Денисова «Осовец. Атака мертвецов», в которой тот же эпизод описывается так:

Но когда германские цепи подошли к русским окопам, им навстречу в штыковую контратаку с криком, а точнее, с хрипом «ура» поднялись выжившие защитники — остатки 8-й и 13-й рот, чуть больше 100 человек. Еле держась на ногах, они всё-таки встали на бой, который, казалось бы, проигран. Вид их был ужасен. Со следами химических ожогов на лицах, обмотанные тряпками, они харкали кровью, буквально выплёвывая куски лёгких на окровавленные гимнастёрки.

Именно с этой публикации начинается распространение в интернете пересказов истории об умирающей русской роте, обратившей в бегство германский полк. Помимо перепечаток в многочисленных блогах, цитаты из статьи Денисова появляются в Википедии и на многих исторических форумах, как на русском, так и английском языках. В 2012 году на эту тему был снят музыкально-игровой клип, где роли офицеров и бойцов исполняют члены петербургского военно-патриотического клуба «Пехотинец». Скриншоты из этого клипа, нередко стилизованные под старое чёрно-белое изображение, также получают широкое распространение на различных электронных постерах.
Данный информационный феномен повторно привлекает внимание историков к событиям атаки и историчности добавленных позднейшими публикациями деталей. По итогам архивных изысканий была опубликована статья сначала на русском, а позднее на английском языках. Эта работа ввела в обращение много новых документов из фондов РГВИА и уже ранее цитировалась в данной статье. Общие же выводы исследователей таковы:
- контратака 6 августа 1915 года безусловно имела место и была примером мужественных и успешных действий российских войск;
- все ходящие в интернете цитаты и изложения представляют собой разной степени полноты и корректности варианты статьи Денисова 2011 года и приведённой в начале этого раздела цитаты из работы Хмелькова 1939 года[i 5];
- внешний вид атакующих исторически достоверен, за исключением криков «ура», которые при поражённых лёгких и на бегу были маловероятны. Однако все наиболее яркие художественные детали атаки принадлежат публицистам, пишущим почти 100 лет спустя после событий, а вовсе не их непосредственным очевидцам.

### Взгляд с германской стороны

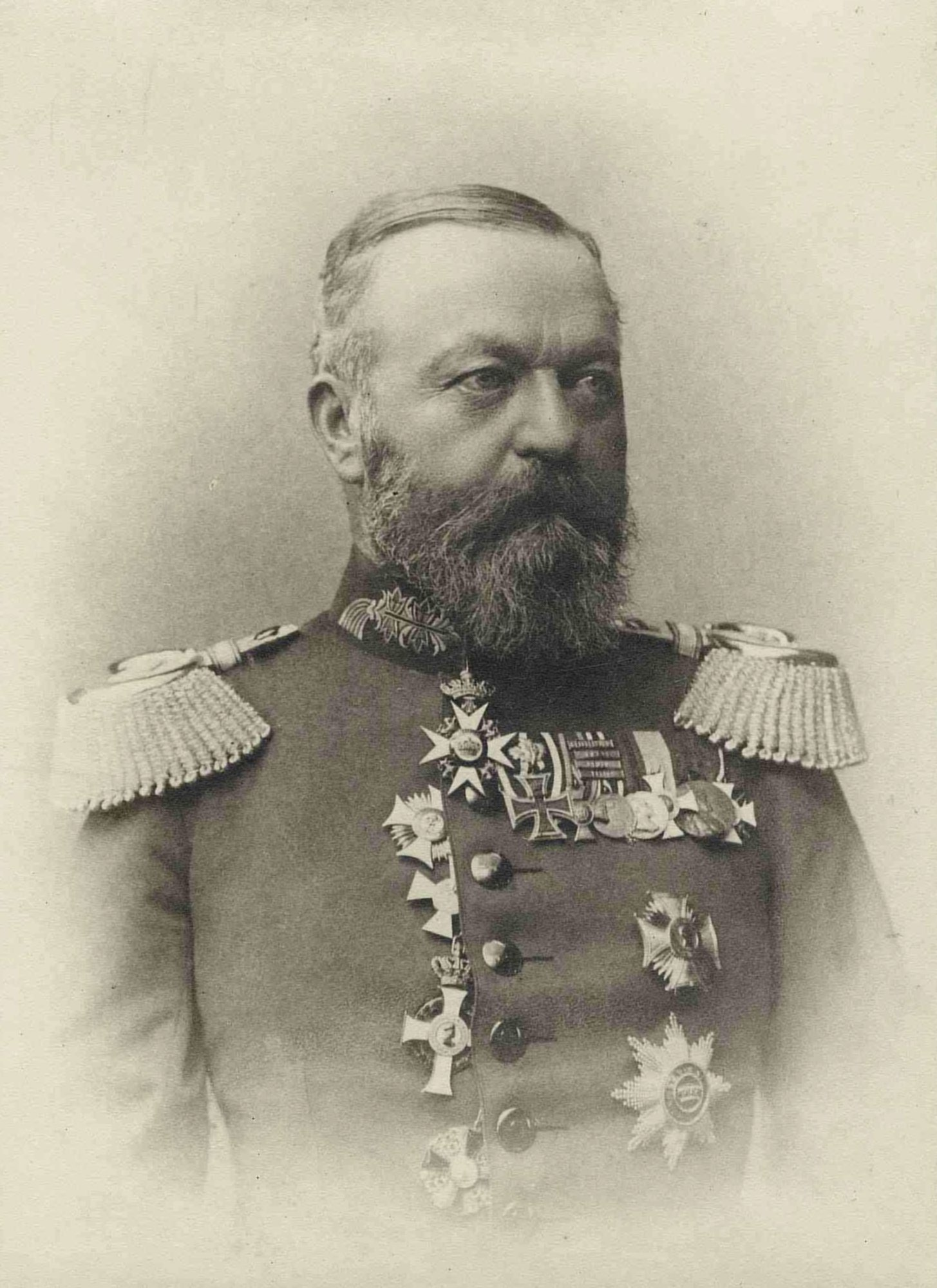
Командир 11-й дивизии ландвера генерал-лейтенант Рудольф фон Фройденберг (1851—1926)

Согласно документам, «18-й ландверный полк» у С. А. Хмелькова — это 18-й полк 70-й бригады 11-й дивизии ландвера (Landwehr-Infanterie-Regiment Nr. 18 — 70. Landwehr-Infanterie-Brigade — 11. Landwehr-Division). Командир дивизии с момента формирования в феврале 1915 и по ноябрь 1916 — генерал-лейтенант Рудольф фон Фройденберг. Он скончался в 1926 году, не оставив опубликованных военных мемуаров. Журналы боевых действий дивизии и её подразделений могут находиться в соответствующем разделе Федерального архива Германии. Однако архив заранее предупреждает, что из-за последствий Второй мировой войны значительная часть архивных документов была утрачена, а часть оказалась на хранении в других странах.
В опубликованных воспоминаниях прочих германских военачальников, участвовавших в боях на Восточном фронте, упоминания об «атаке мертвецов» не найдены. Однако стоит отметить тематически близкий эпизод в мемуарах Людендорфа, являвшегося на тот момент начальником штаба германского Восточного фронта. Про более раннюю газобаллонную атаку по позициям 55-й пехотной дивизии тот пишет:

Газовая атака 9-й армии, произведённая 2 мая, не удалась. Ветер был благоприятный, но применение войск было неправильным.
Газ подействовал, как надо, но войска предполагали, что у противника должна прекратиться всякая жизнь. Так как противник местами продолжал постреливать, а наша артиллерия как будто не открыла планомерного огня, то и пехота не перешла в атаку.

## Газовые атаки на Восточном фронте в 1915 году
В данной статье неоднократно упоминаются последствия газовой атаки, средства защиты и внешний вид поражённых. Для удобства современного читателя приводится краткая справка об использованном в тот день методе газовой атаки и наличествовавших (правильнее — отсутствовавших) на тот момент средствах защиты.

### Поражающее действие хлора
Первым массово применяемым БОВ стал хлор. Германия смогла быстро накопить большие количества этого газа, так как он являлся побочным продуктом при производстве многих красителей. Поражающее действие хлора основано на синтезе соляной кислоты при контакте газа с водой и водяными парами:
2Cl2 + 2H2O → 4HCl + O2
При контакте с открытыми частями тела и вдыхании это ведёт к раздражению и ожогам глаз и носоглотки, а также к токсическим судорогам грудной клетки. При продолжении вдыхания соляная кислота накапливается в лёгких и последовательно разъедает их, что в конечном итоге ведёт к смерти от асфиксии.
По итогам первых германских газобаллонных атак на Западном фронте было установлено, что наиболее поражаемыми оказываются две категории военнослужащих:
- находящиеся у самой земли (раненые на носилках, залёгшие). Это объясняется тем, что хлор тяжелее воздуха и скапливается у земли и в низинах;
- пытающиеся убежать от облака. Это объясняется максимально продолжительным нахождением в отравляющем облаке, как правило выпускаемом с попутным ветром от фронта в тыл противника. Кроме того, бегущий человек более глубоко и учащённо дышит, поэтому его лёгкие поражаются быстрее[27].

### История применения и защиты

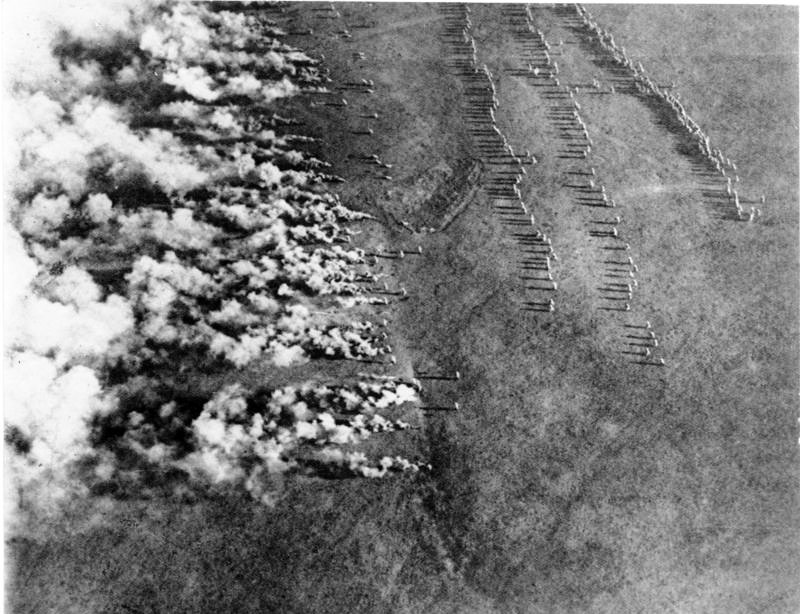
Начало германской газобаллонной атаки на Восточном фронте. Снимок с российского самолёта-разведчика, 1916 год.

Первая газобаллонная атака хлором была осуществлена немецкой армией 9 (22) апреля 1915 года на Западном фронте под Ипром. На Восточном фронте германцы в первый раз провели газобаллонную атаку 18 (31) мая 1915 года против российской 55-й пехотной дивизии.
Иногда встречается утверждение, что первый случай применения БОВ произошёл ещё в январе 1915 года на фронте под Варшавой, где позиции российских войск были обстреляны снарядами с отравляющими газами. Это утверждение не совсем точно. Действительно, тогда по позициям российских войск было выпущено около 18 тыс. снарядов с ксилилбромидом. Его использование прошло практически незамеченным, так как разбрызгиваемая жидкость не испарялась на морозе. Однако главное возражение заключается в том, что ксилилбромид относится к слезоточивым, а не к удушающим или отравляющим веществам. Ни одна из сторон не рассматривала применение ирритантов как нарушение Гаагских конвенций. Как деморализующее и снижающее боеготовность противника средство такие обстрелы были начаты германцами ещё осенью 1914 года на Западном фронте, где в качестве ирританта использовался дианизидин.
Для всех союзников, включая Россию, применение ОВ оказалось неожиданной военной новинкой, к которой те оказались совершенно неподготовленными. По результатам Гаагской конференции 1899 года все её участники обязались отказаться от применения снарядов с ОВ, поэтому довоенные разработки армейских противогазов были приостановлены, как излишняя трата бюджетных средств. Так как в 1915 году все всё ещё старались хотя бы формально следовать положениям Гаагских конференций, Германия нашла выход во временном отказе от снарядов с ОВ и в использовании ОВ исключительно в газобаллонных атаках, так как про них в принятых до войны резолюциях ничего не говорилось.

Некоторые из свыше 20 вариантов «предохранительных масок», отправлявшихся в части весной-летом 1915 года.

После первых газовых атак во всех странах возобновилась лихорадочная разработка защитных средств, в первую очередь простейших марлевых повязок («предохранительных масок»). В России их изготовление проходило по управлению принца Ольденбургского во всевозможных тыловых добровольческих обществах. Никто в тылу точно не знал, от чего именно маски должны предохранять и как их нужно шить, поэтому качество первых масок было совершенно неудовлетворительно. Они не обеспечивали плотного прилегания к лицу и были слишком тонкими, в лучшем случае защищая от газов лишь несколько первых минут. В очень немногих предусматривалась защита от поражения глаз. Ещё более серьёзной ошибкой был выбор в качестве защитной пропитки масок чистого раствора гипосульфита. Гипосульфит действительно активно поглощает хлор по уравнению:
Na2S2O3 • 5H2O + 4Cl2 → Na2SO4 + H2SO4 + 8HCl
Однако далее по цепочке реакций выделяется токсичный се́рнистый газ:
Na2S2O3 + 2HCl → 2NaCl + H2O + SO2 + S
Na2S2O3 + H2SO4 → Na2SO4 + H2O + SO2 + S
Первые партии предохранительных масок, отправленные в войска весной-летом 1915 года, не только не предохраняли от хлора, но и вели к вторичному отравлению сернистым газом, только усиливая эффект атаки. Ошибка была достаточно быстро осознана, и далее в пропиточные смеси стали добавлять соду, нейтрализующую сернистый газ. Однако доверие к повязкам в войсках уже было кардинально подорвано. Солдаты просто выбрасывали раздаваемые комплекты или же с издёвкой развешивали как украшения на деревьях.
Как частичную защиту от хлора сами бойцы стали использовать запасные комплекты исподнего белья и портянок, которые обильно смачивали водой и обматывали вокруг лица. Быстро выяснилось, что смачивание (при отсутствии воды под рукой) собственной мочой даже эффективнее замедляет поражение хлором. Это объясняется реакцией паров хлора с мочевиной по уравнению:
CO(NH2)2 + 2Cl2 → CO(NHCl)2 + 2HCl
Этот факт был изучен с сугубо академической точки зрения ещё в мирное время, однако война «переоткрыла» его в практическом применении.
Однако действительно эффективная защита солдат от отравляющих газов появилась с внедрением противогаза Зелинского — Кумманта, принцип устройства которого лежит в основе современных фильтрующих противогазов.

## В популярной культуре
В научной и публицистической литературе присутствует точка зрения, что возникновение крылатой фразы «русские не сдаются» связано с событиями обороны крепости Осовец:71:90 в Первой мировой войне.

### Художественная литература
- Расторгуев А. Атака мертвецов: Роман-эпопея. — М.: «Яуза»; «Эксмо», 2014. — 480 с. — ISBN 978-5-699-76355-9.
- Ропшинов В. Князь механический. — М.: «АСТ», 2014. — 315 с. — ISBN 978-5-17-079943-5.
- Анташкевич Е. М. Хроника одного полка: 1915. — М.: «Центрополиграф», 2014. — 528 с. — ISBN 978-5-227-05113-4. — в романе присутствует эпизод с обороной крепости Осовец и упоминается «атака мертвецов», однако главные герои не принимают в ней непосредственного участия и не видят своими глазами.

### Архитектура и скульптура
- 6 августа 2015 года в Пскове открыт памятник землякам-солдатам Первой мировой войны[36].
- 6 августа 2015 года в Землянске (Воронежская область) был установлен памятный знак 226-му пехотному Землянскому полку[37].

### Музыка
- Clockwork Times (CWT) — «Атака мертвецов» (2025)[38].
- Dominia — Attack of the Dead (альбом «Stabat Mater», 2017).
- Radio Tapok — кавер «Атака мертвецов» на песню Sabaton — The Attack of the Dead Men (18 июля 2019 года).
- Sabaton — The Attack of the Dead Men (альбом «The Great War», 19 июля 2019 года)[39].
- Ария — «Атака мертвецов» (на стихи Маргариты Пушкиной, альбом «Через все времена», 2014)[40].
- Арктида — «Атака Русских Мертвецов» (альбом «Долг и Право», 2017).
- МИД — «Осовец» (сингл, 2025).
- Чёрное Олово — «Атака мертвецов».

### Кинематограф
- В 2014 году фильм «Атака мертвецов» был включён экспертным советом Союза Кинематографистов в список рекомендуемых к получению субсидий в разделе «Военная История»[41]
- В снятом телеканалом «Мир» документальном фильме «Нельзя забыть» в качестве эпизода присутствует оборона крепости Осовец, включая «атаку мертвецов»[42]
- 15 января 2015 года по заказу телеканала «Культура» подготовлен документальный фильм кинорежиссёра, заслуженного деятеля искусств России Виталия Максимова «Осовец. Крепость духа», в котором рассказывается об этих событиях. Фильм вышел на экраны российского телевидения 6 августа 2015 года.
- Атаке мертвецов была посвящена одна из серий цикла документальных фильмов «Первая мировая», вышедшего в начале 2015 года на белорусском канале ОНТ[43].
- 11 ноября 2018, в день столетнего юбилея окончания Первой мировой войны, компания Wargaming представила основанный на реальных событиях короткометражный фильм «Атака мертвецов: Осовец»[44].

### Изобразительное искусство
- В июне 2015 в Воронеже был презентован комикс о подвиге 226-го Землянского полка, который получил название «Воронежцы не сдаются: Атака мертвецов». Комикс издан под эгидой воронежского отделения Всероссийского общества охраны памятников истории и культуры[45].

### Исторические реконструкции
- В июне 2014 года в Москве на фестивале «Времена и эпохи» была проведена реконструкция «атаки мертвецов».
- 5 августа 2018 года в Землянске проведена военно-историческая реконструкция[46].

### Филателия
- Летом 2014 года Почта России выпустила памятные марки с изображением ключевых эпизодов Первой мировой войны. Одна из них посвящена обороне крепости Осовец, при этом на марке изображены контратакующие русские солдаты, а подпись и фрагмент карты Сосненских позиций указывают на «атаку мертвецов»[47].

### Выставки
- Ноябрь 2015 года — выставка в Воронеже[48].
- В 2017 году в Ратной палате Царского Села открыли раздел выставки об обороне Осовца, посвящённый «атаке мертвецов»[49].

### Комментарии
1. ↑  № 1 «Центральный», № 2 «Заречный», № 3 «Шведский» и № 4 «Новый». Последний к началу войны завершён не был.
2. ↑  Также встречается женская форма названия — «река Бобра» (Борисов А. Русская армия в Великой войне: Праснышская операция // Военно-исторический журнал. — 1941. — № 3. Архивировано 27 февраля 2007 года.)
3. ↑  147-й эрзац-резервный батальон и отдельные роты.
4. ↑  В данной местности в данный день видимый рассвет начался в 4:02 утра (NOAA Solar Calculator. NOAA. Дата обращения: 7 января 2013. Архивировано 22 января 2013 года.)
5. ↑  Явно первичная по отношению к статье Денисова статья Воронова 2009 года была, вероятно, упущена из-за высокого уровня «информационного шума» при поиске в интернете.
6. ↑  С 20 ноября 1916 — командир 93-й пехотной дивизии.
7. ↑  Таких мемуаров нет ни в одном библиотечном индексе.
8. ↑  Вероятно, здесь Людендорф ошибается: как точно следует из прочих источников, эта атака была произведена 18 (31) мая 1915 года.
9. ↑  C8H9Br
10. ↑  Был известен также как хлорсульфонат, химическая формула (NH2C6H3OCH3)2
11. ↑  По уравнению Na2CO3 + 2SO2 → Na2S2O5 + CO2
12. ↑  Хлор хорошо поглощается водой.